# Заводоуправление УЗТМ
Заводоуправле́ние УЗТМ — офисное здание в Екатеринбурге, расположенное по адресу ул. Машиностроителей, 19а. Строилось в 1933—1935 годах по проекту архитекторов П. В. Оранского и Б. М. Шефлера. Является частью архитектурного ансамбля зданий площади 1-й Пятилетки и памятником архитектуры федерального значения.
Пятиэтажное кирпичное здание сложено пятью разноэтажными смещёнными друг относительно друга параллелепипедами с планом в виде буквы F, является известным образцом свердловского конструктивизма.

## История
Здание заводоуправления Уралмаша строилось в Свердловске в 1933—1935 годах по проекту архитекторов Оранского П. В. и Шефлера Б. М. в составе комплекса зданий площади 1-й Пятилетки. Все здания архитектурного ансамбля возводились быстро и зачастую с нарушениями строительных норм. Так, например, правительственная комиссия по приёмке УЗТМ весной 1933 года отмечала в своём заключении, что здание заводоуправления не имело утверждённого проекта на строительство.
Со временем первоначальная планировка здания сохранилась, в 1960-х годах объём был дополнен переходами в примыкающее с запада здание НИИТяжмаша. В 1971 году на фасаде заводоуправления была установлена мемориальная табличка с профилем Николая Кузнецова и надписью о том, что известный разведчик работал в этом здании в 1935—1936 годах.

## Архитектура
Пятиэтажное здание представляет собой сложную композицию из пяти разноэтажных смещённых друг относительно друга параллелепипедов (трёх поперечных и двух продольных) с планом в виде буквы F. Здание выполнено из кирпича с имитацией железобетона и является известным образцом свердловского конструктивизма.
Главный трёхчастный фасад асимметричен, представлен вытянутой по горизонтали композицией разнонаправленных объёмов, прорезанных ленточными окнами, в которых прослеживается влияние Баухауса. В центральной части фасада выделена лестничная клетка, фиксирующая смещение части фасада в глубину. Боковые объёмы выполнены в виде ризалитов и завышены относительно основного объёма. Левый объём, обращённый к заводу, имеет форму куба с угловыми окнами и заглубление с угла под главный вход с навесом в виде козырька, переходящим на другой фасад. Также левый объём имеет парапет высотой в один этаж и дополнительный 7-й этаж на половину объёма.

## Галерея

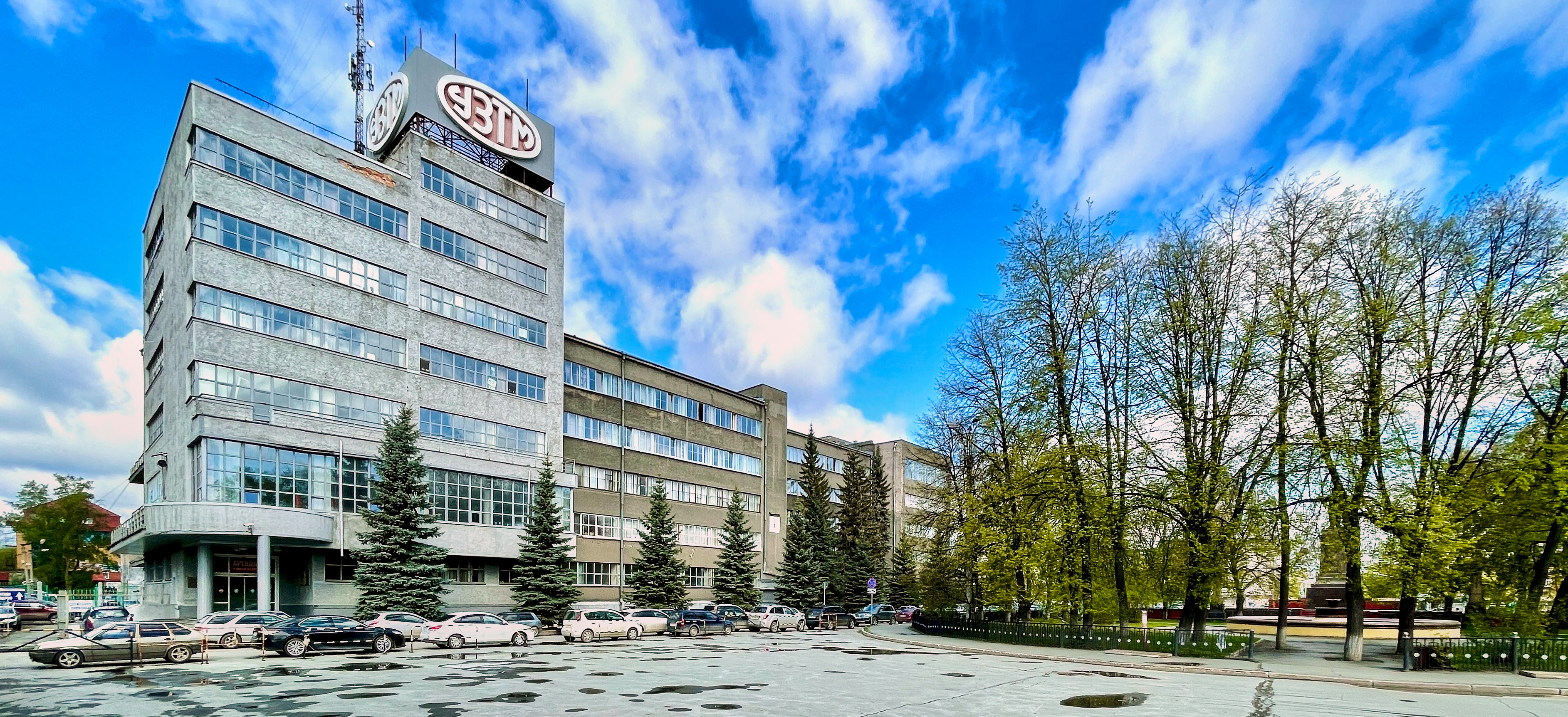
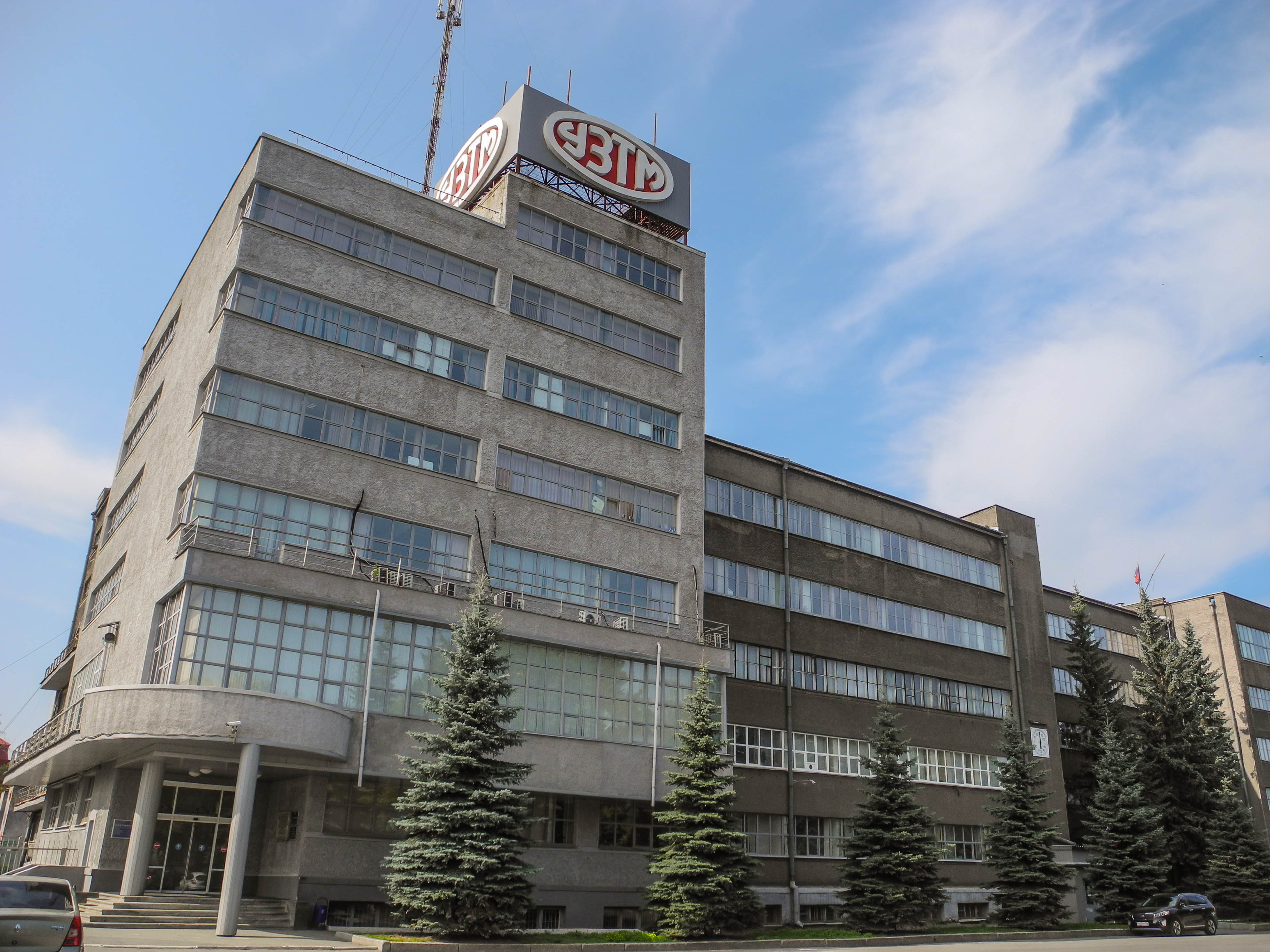
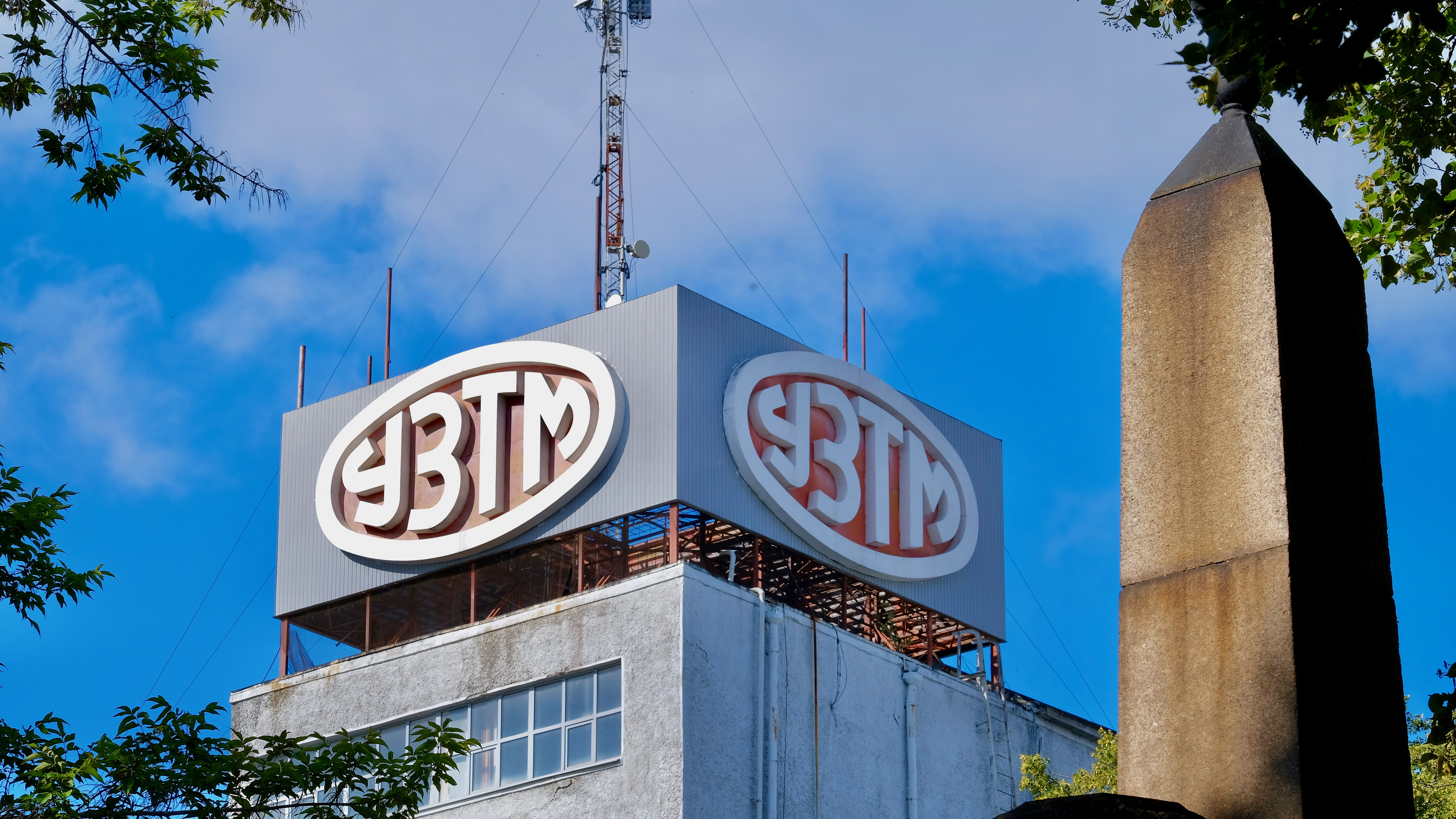
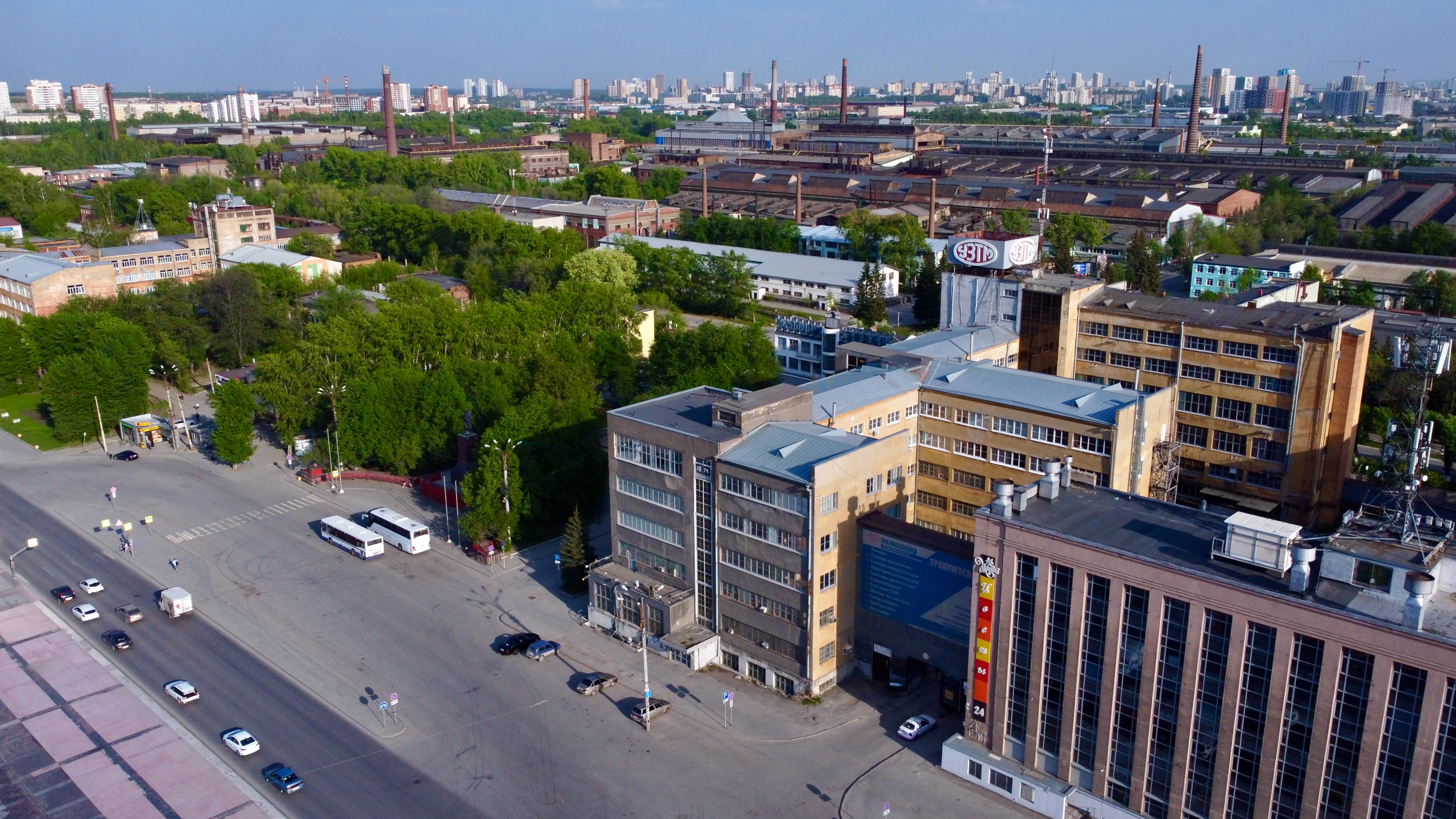
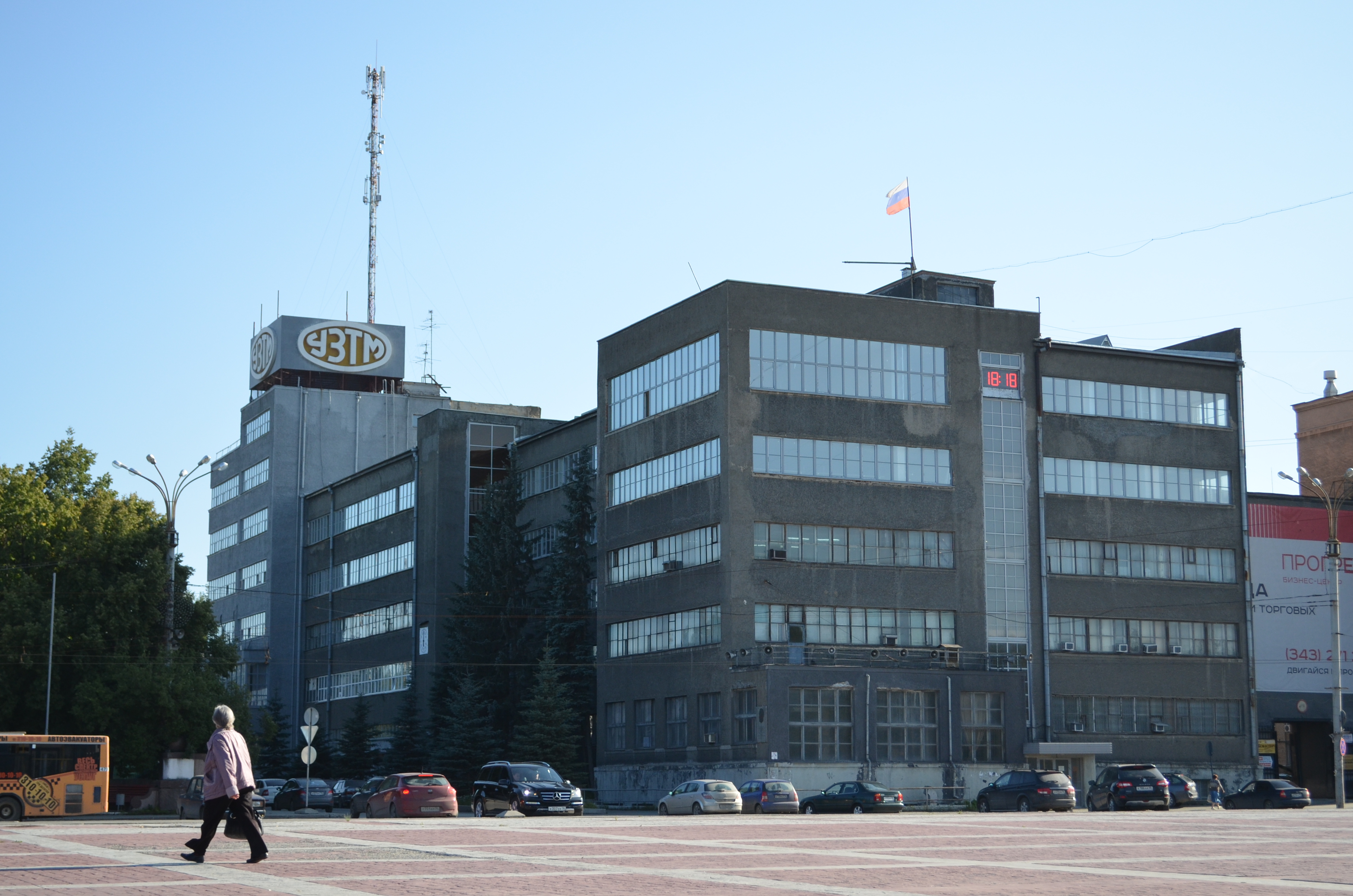
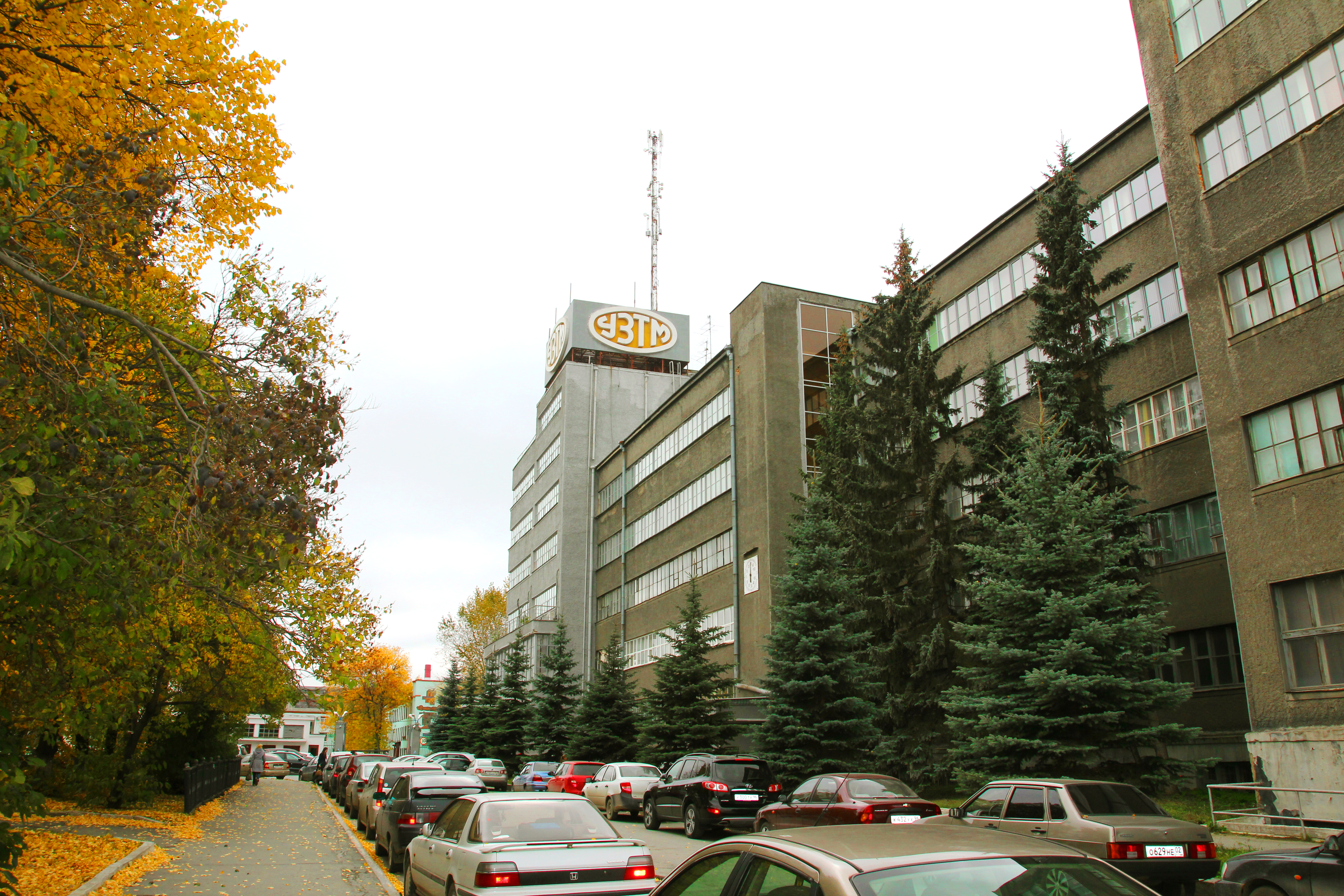
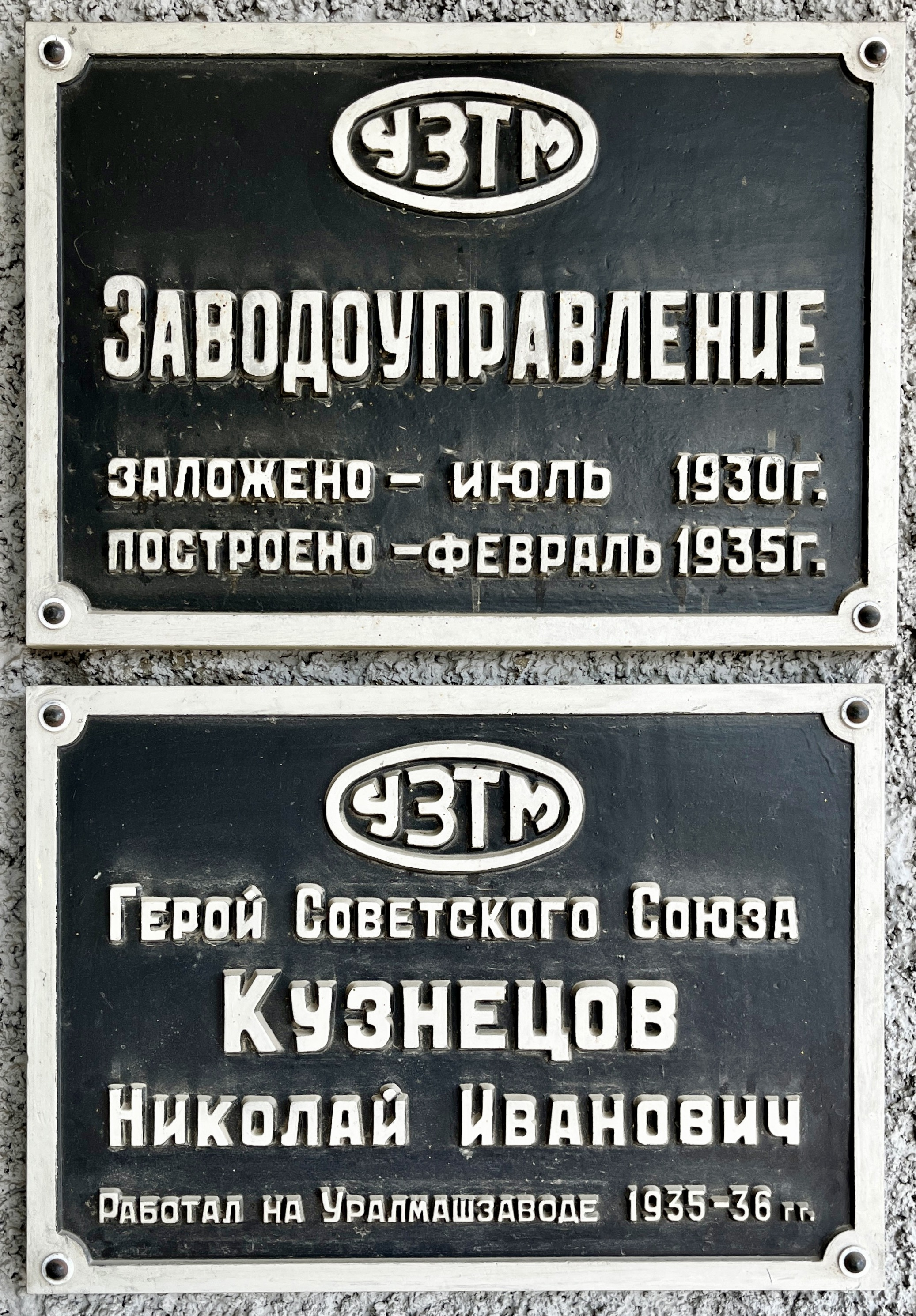